# عبد الله بن خالد بن علي آل خليفة
عبد الله بن خالد بن علي آل خليفة (1922 بمدينة المحرق - 20 رمضان 1439 هـ / 5 يونيو 2018) أديب ومؤرخ وشاعر وسياسي بحريني، كان يشغل منصب رئيس المجلس الأعلى للشئون الإسلامية في البحرين.

## النشاة والتعليم
تعلم القراءة والكتابة وحفظ القرآن الكريم في سنوات عمره المبكرة ثم التحق بمدرسة الهداية الخليفية وتخرج فيها عام 1940.

## مناصب
عيّن قاضيا بمحاكم البحرين على مدى خمس سنوات، حيث بدأ مسيرة حياته العملية ملتحقًا بالقضاء فعين في عام 1951م قاضيًا بمحاكم البحرين واستمر في مزاولة عمله قاضيًا حتى نهاية عام 1956م حيث تم في عام 1957م تعيينه قاضيًا بمحكمة الاستئناف العليا حتى عام 1962م.ثم شغل عدة وظائف إدارية في الدولة،
- عين رئيسا لبلدية الرفاع مدة خمس سنوات ورئيسا لبلدية المنامة، * ورئيسا لمجلس التخطيط والتنسيق في الفترة من عام 1967 حتى عام 1970، حيث
- تقلد كرسي وزارة الزراعة والبلديات عام 1971.
- ثم أصبح وزيرا للعدل والشؤون الإسلامية.
- ثم نائبا لرئيس الوزراء.
- كان وزيرا للعدل والشؤون الإسلامية والأوقاف.
- * ثم شغل منصب رئيس المجلس الأعلى للشؤون الإسلامية.
- رئيس لجنة تفعيل ميثاق العمل الوطني.
- رئيس مركز الوثائق التاريخية التابع لديوان سمو ولي العهد.
- رئاسة اللجنة العامة لأسبوع الصحة وأيضا عضوية مجلسها بين عامي 1957- 1969.
- رئيس جمعية الهلال الأحمر البحريني منذ عام 1969.
- رئيس اللجنة العليا للحج.
- الرئيس الفخري لجمعية البحرين الخيرية.

## من أعماله
- تأسيس أول مكتبة عامة في البحرين عام 1954 ومركز الوثائق التاريخية عام 1978. وأخيرا مركز عيسى الثقافي عام 2008.
- الإسهام في كتابة تاريخ البحرين الحديث بمؤلفات عديدة معروفة.
- الإشراف على صياغة أهم الوثائق الوطنية وأعلاها مقاماً، كالميثاق الوطني، والدستور
- 1982م اشرف على إصدار العدد الأول من مجلة الوثيقة التي يصدرها مركز الوثائق التاريخية
- له دور كبير في تدشين ميثاق العمل الوطني البحرين الذي اقر في 2002.

## من مؤلفاته
- البحرين عبر التاريخ (موسوعة تاريخية من أربعة أجزاء).
- رؤى إسلامية: من وحي القرآن، 1996م.
- مكانة البحرين في التاريخ الإسلامي، 2005م.
- تاريخ آل خليفة في البحرين.
- ملك وسيرة.